# Узник Европы (фильм)
«Узник Европы», другое название — «Заложник Европы» (пол. Jeniec Europy, фр. L'Otage de l'Europe) — польско-французский исторический художественный фильм, снятый в 1989 году режиссёром Ежи Кавалеровичем по одноимённой повести Юлиуша Данковского.

## Сюжет
Фильм о противостоянии Наполеона и губернатора о. Святой Елены Хадсона Лоу.
Год 1816, Наполеон на остров Святой Елены. Низложенный император принимает у себя нового губернатора острова Хадсона Лоу, ещё более ограничивающего его свободу, тот сужает границы его прогулок, требует от Наполеона показываться караульному офицеру не менее двух раз в день, старается сократить его контакты с внешним миром. Наполеон обречён на бездеятельность. Его здоровье ухудшается. Наполеон чувствует боли в желудке. Опасаясь отравления со стороны Лоу, Бонапарт приказывает слуге проверять свою еду. Хадсон Лоу предлагает любую помощь Наполеону, но тот прогоняет его, что приводит губернатора в ярость.
Состояние здоровья Наполеона с каждым днем ухудшается. Губернатор отрицает свою причастность и предлагает любую медицинскую помощь, но Бонапарт отказывается принять любого из предложенных ему врачей. Лоу, опасаясь скандала, отменяет все ранее наложенные ограничения на интернированного императора. Лоу получает аудиенцию у своего пленника, которая и на этот раз заканчивается демонстрацией гордости, высокомерия и презрения Наполеона...
Наполеон диктует слуге свою последнюю волю и обращается с открытым письмом к губернатору Лоу. Агония длится в течение нескольких дней. 5 мая 1821 года он умирает.
Хадсону Лоу теперь не нужно получать согласие для нанесения последнего визита в Лонгвуд-хаус (бывшую летнюю резиденцию генерал-губернатора)...

## В ролях
- Ролан Бланш — Наполеон
- Вернон Добчефф — губернатор Хадсон Лоу
- Дидье Фламан — генерал Бертран
- Франсуа Берлеан — генерал Монтолон
- Мария Гладковская — мадам Монтолон
- Аркадиуш Базак — адмирал Кокберн